# Popillia longula
Popillia longula är en skalbaggsart som beskrevs av Ohaus 1925. Popillia longula ingår i släktet Popillia och familjen Rutelidae. Inga underarter finns listade i Catalogue of Life.